# غريغ لينكولن
غريغ لينكولن (بالإنجليزية: Greg Lincoln)‏ هو لاعب كرة قدم بريطاني، ولد في 23 مارس 1980 في Cheshunt ‏ في المملكة المتحدة. لعب مع ستيفيناغ بوروه ونادي أرسنال ونادي تشيلمسفورد ونادي توركي يونايتد ونادي كامبريدج ستي ونادي مارغيت ونادي نورثامبتون تاون.

## وصلات خارجية
- غريغ لينكولن على موقع الاتحاد الدولي (مؤرشف)  (الإنجليزية)
- غريغ لينكولن على موقع قاعدة بيانات كرة القدم.إي يو (الإنجليزية)
- غريغ لينكولن على موقع Soccerbase.com (لاعب) (الإنجليزية)